# Marcum-Q-Funktion
Die Marcum-Q-Funktion {\displaystyle Q_{M}} ist definiert als
{\displaystyle Q_{M}(a,b)=\int _{b}^{\infty }x\left({\frac {x}{a}}\right)^{M-1}\exp \left(-{\frac {x^{2}+a^{2}}{2}}\right)I_{M-1}\left(ax\right)dx}
wobei {\displaystyle I_{M-1}} die modifizierte Bessel-Funktion erster Gattung M-1-ter Ordnung ist. Verwendung findet die Marcum-Q-Funktion unter anderem als Verteilungsfunktion der  nichtzentralen Chi-Quadrat-Verteilung.